# Liste des longs métrages roumains proposés à l'Oscar du meilleur film international
Cet article présente la liste des longs métrages roumains proposés à l'Oscar du meilleur film international.

## Films proposés par la Roumanie
| Année (cérémonie) | Titre français                                                | Titre original                                           | Réalisateur                     | Résultat       |
| ----------------- | ------------------------------------------------------------- | -------------------------------------------------------- | ------------------------------- | -------------- |
| 1967 (39e)        | L'Hiver en flammes                                            | Răscoala                                                 | Mircea Mureşan                  | Non nommé      |
| 1969 (41e)        | Columna (ro)                                                  |                                                          | Mircea Drăgan                   | Non nommé      |
| 1970 (42e)        | Răutăciosul adolescent (ro)                                   |                                                          | Gheorghe Vitanidis              | Non nommé      |
| 1972 (44e)        | Michel le Brave                                               | Mihai Viteazul                                           | Sergiu Nicolaescu               | Non nommé      |
| 1974 (46e)        | Veronica (ro)                                                 |                                                          | Elisabeta Bostan                | Non nommé      |
| 1977 (49e)        | Osînda (ro)                                                   |                                                          | Sergiu Nicolaescu               | Non nommé      |
| 1984 (56e)        | Întoarcerea din iad (ro)                                      |                                                          | Nicolae Mărgineanu (ro)         | Non nommé      |
| 1985 (57e)        | Glissando (ro)                                                |                                                          | Mircea Daneliuc (ro)            | Non nommé      |
| 1986 (58e)        | Ciuleandra (ro)                                               |                                                          | Sergiu Nicolaescu               | Non nommé      |
| 1987 (59e)        | Noi, cei din linia întîi (ro)                                 |                                                          | Sergiu Nicolaescu               | Non nommé      |
| 1990 (62e)        | Cei care platesc cu viata (ro)                                |                                                          | Șerban Marinescu (ro)           | Non nommé      |
| 1991 (63e)        | Scènes de carnaval                                            | De ce trag clopotele, Mitică?                            | Lucian Pintilie                 | Non nommé      |
| 1993 (65e)        | Hotel de lux (ro)                                             |                                                          | Dan Pița                        | Non nommé      |
| 1994 (66e)        | Patul conjugal                                                |                                                          | Mircea Daneliuc (ro)            | Non nommé      |
| 1995 (67e)        | Pepe și Fifi (ro)                                             |                                                          | Dan Pita                        | Non nommé      |
| 1997 (69e)        | Stare de fapt (ro)                                            |                                                          | Stere Gulea (ro)                | Non nommé      |
| 1999 (71e)        | Terminus paradis                                              |                                                          | Lucian Pintilie                 | Non nommé      |
| 2000 (72e)        | Faimosul paparazzo (ro)                                       |                                                          | Nicolae Mărgineanu (ro)         | Non nommé      |
| 2003 (75e)        | Philanthropique (ro)                                          | Filantropica                                             | Nae Caranfil (ro)               | Non nommé      |
| 2005 (77e)        | Orient Express (ro)                                           |                                                          | Sergiu Nicolaescu               | Non nommé      |
| 2006 (78e)        | La Mort de Dante Lazarescu                                    | Moartea domnului Lăzărescu                               | Cristi Puiu                     | Non nommé      |
| 2007 (79e)        | Comment j'ai fêté la fin du monde                             | Cum mi-am petrecut sfârșitul lumii                       | Cătălin Mitulescu (ro)          | Non nommé      |
| 2008 (80e)        | Quatre mois, trois semaines, deux jours                       | Patru luni, trei săptămâni şi două zile                  | Cristian Mungiu                 | Non nommé      |
| 2009 (81e)        | Restul e tăcere (ro)                                          |                                                          | Nae Caranfil (ro)               | Non nommé      |
| 2010 (82e)        | Policier, adjectif                                            | Polițist, adj.                                           | Corneliu Porumboiu              | Non nommé      |
| 2011 (83e)        | Eu când vreau să fluier, fluier                               |                                                          | Florin Șerban                   | Non nommé      |
| 2012 (84e)        | Morgen,                                                       |                                                          | Marian Crișan                   | Non nommé      |
| 2013 (85e)        | Au-delà des collines                                          | După dealuri                                             | Cristian Mungiu                 | Présélectionné |
| 2014 (86e)        | Mère et Fils                                                  | Poziția Copilului                                        | Călin Peter Netzer              | Non nommé      |
| 2015 (87e)        | Câinele japonez (ro)                                          |                                                          | Tudor Cristian Jurgiu           | Non nommé      |
| 2016 (88e)        | Aferim!                                                       |                                                          | Radu Jude                       | Non nommé      |
| 2017 (89e)        | Sieranevada                                                   |                                                          | Cristi Puiu                     | Non nommé      |
| 2018 (90e)        | Fixeur                                                        |                                                          | Adrian Sitaru                   | Non nommé      |
| 2019 (91e)        | Peu m'importe si l'histoire nous considère comme des barbares | Îmi este indiferent dacă în istorie vom intra ca barbari | Radu Jude                       | Non nommé      |
| 2020 (92e)        | Les Siffleurs                                                 | La Gomera                                                | Corneliu Porumboiu              | Non nommé      |
| 2021 (93e)        | L'Affaire collective                                          | Colectiv                                                 | Alexander Nanau                 | Nommé          |
| 2022 (94e)        | Bad Luck Banging or Loony Porn                                | Babardeală cu bucluc sau porno balamuc                   | Radu Jude                       | Non nommé      |
| 2023 (95e)        | Imaculat (gl)                                                 |                                                          | Monica Stan (ro), George Chiper | Non nommé      |
| 2024 (96e)        | N'attendez pas trop de la fin du monde                        | Nu aștepta prea mult de la sfârșitul lumii               | Radu Jude                       | Non nommé      |
| 2025 (97e)        | Trois kilomètres jusqu'à la fin du monde                      | Trei kilometri pâna la capatul lumii                     | Emanuel Pârvu                   | En attente     |